# Pro Wrestling Guerrilla
Pro Wrestling Guerrilla (PWG) ist eine US-amerikanische Wrestling-Promotion, die in Los Angeles, Kalifornien beheimatet ist. Promotoren sind die Wrestler Disco Machine, Excalibur, Joey Ryan, Scott Lost, Super Dragon und Top Gun Talwar.

## Geschichte
Pro Wrestling Guerrilla wurde 2003 von verschiedenen Wrestlern gegründet. Die PWG gehört der unabhängigen Wrestling-Szene (Independent Circle) an. Das heißt, mit Ausnahme der amtierenden Champions besitzt ihr Wrestling-Kader (Roster) keine Festverträge, sondern diese werden nur für einzelne Shows gebucht. Daneben werden noch verschiedene Gast-Wrestler von PWG verpflichtet. Die Promotion finanziert sich über den Verkauf von Eintrittskarten, Fanartikeln und über den weltweiten Vertrieb ihrer auf DVD aufgezeichneten Shows.
Aus haftungsrechtlichen Gründen dürfen seit Mai 2007 keine Wrestler von TNA von PWG verpflichtet werden. Seit der Trennung der TNA von der National Wrestling Alliance verbiete sie ihren Mitarbeitern, auf Kaufvideos bzw. auf -DVDs anderer Promotionen zu erscheinen.

## Shows
Die meisten Shows der PWG finden in Los Angeles statt.  In den Anfangstagen der Liga wurde  auch in Santa Ana veranstaltet.
Erste übergreifende Popularität erlangte Pro Wrestling Guerrilla 2004 durch das „Tango and Cash Invitational Tournament“, ein zweitägiges Tag-Team-Turnament, das von B-Boy und Homicide gewonnen wurde. Weitere wichtige Shows sind die zweimal jährlich stattfindenden zweitägigen „All Star Weekends“.
Im Rahmen der „European Vacation“ veranstaltete sie im Februar 2006 je eine Show in Orpington (England) und Essen (Deutschland). Bereits im Oktober 2007 fanden erneut europäische Shows in Frankreich, Großbritannien und Deutschland statt. Letztere wurde gemeinschaftlich mit westside Xtreme wrestling ausgerichtet. Alle Veranstaltungen wurden aufgezeichnet und auf DVD veröffentlicht.
Darüber hinaus gibt es seit 2005 die jährliche Veranstaltung „Battle of Los Angeles“ mit vielen bekannten Wrestlern aus der US-amerikanischen und seit 2006 auch aus der japanischen Wrestling-Szene.

## Aktuelle Titelträger
| Championship(s)                 | Amtierende(r) Champion(s)                    | Vorgänger               | Datum des Titelgewinns | Ort        |
| ------------------------------- | -------------------------------------------- | ----------------------- | ---------------------- | ---------- |
| PWG World Championship          | Ricochet                                     | Chuck Taylor            | 12. Januar 2018        | Reseda, CA |
| PWG World Tag Team Championship | The Chosen Bros (Jeff Cobb & Matthew Riddle) | Penta el 0M & Rey Fenix | 20. Oktober 2017       | Reseda, CA |